# Bonetrura boneti
Genre
Espèce
Synonymes
- Guthriella boneti Yosii, 1962

Bonetrura boneti, unique représentant du genre Bonetrura, est une espèce de collemboles de la famille des Isotomidae.

## Distribution
Cette espèce se rencontre en Amérique du Nord.

## Étymologie
Cette espèce est nommée en l'honneur de Federico Bonet Marco.
Ce genre est nommé en l'honneur de Federico Bonet Marco.

## Publications originales
- Yosii, 1962 : Studies on the Collembolan genus Hypogastrura, II. Nearctic forms collected by Prof. F. Bonet. Contributions from the Biological Laboratory Kyoto University, no 13, p. 1-25.
- Christiansen & Bellinger, 1980 : Part 2. Families Onychiuridae and Isotomidae. The Collembola of North America North of the Rio Grande, Grinnell College, Iowa, p. 387-784.